# Punnapob Namanu
Punnapob Namanu (thailändisch ปุณณภพ นามอนุ; * 1. Februar 1996), auch als Jeng bekannt, ist ein thailändischer Fußballspieler.

## Karriere
Punnapob Namanu spielte bis Ende 2016 für die zweite Mannschaft des Erstligisten Navy FC. 2017 wechselte er in den Profikader. Die erste Mannschaft spielte in der höchsten thailändischen Liga, der Thai League. Für den Verein aus Sattahip in der Provinz Chonburi absolvierte er bis Ende 2018 fünf Erstligaspiele. 2019 wechselte er zum Viertligisten Uttaradit FC nach Uttaradit. 2019 wurde er mit dem Verein Meister der Thai League 4 in der Northern Region. In den Qualifikationsspielen zur dritten Liga kam man über die Gruppenphase nicht hinaus. Im August 2022 verließ er den Verein und schloss sich dem in der Eastern Region spielenden Chanthaburi FC an. Am Ende der Saison feierte er mit dem Verein aus Chanthaburi die Vizemeisterschaft der Region und den Aufstieg in die zweite Liga. Für Chanthaburi bestritt er 13 Ligaspiele. Nach dem Aufstieg verließ er den Verein und schloss sich dem Drittligisten Navy FC an. Mit dem Verein aus Sattahip spielt er ebenfalls in der Eastern Region. Nach 15 Ligaspielen schloss er sich im Sommer 2024 dem Ligarivalen Bankhai United FC an. Mit dem Verein spielt er in der Eastern Region der Liga.

## Erfolg
Uttaradit FC
- Thai League 4 – North: 2019